# Mario Frick (homme politique)
Pour l’article homonyme, voir Mario Frick.
Mario K. Frick, né le 8 mai 1965 à Balzers, est un ancien avocat et chef du gouvernement (Regierungschef) du Liechtenstein, membre du parti Union patriotique (Vaterländische Union). Il a exercé ses fonctions de chef du gouvernement du 15 décembre 1993 au 5 avril 2001. Au moment de son élection, en 1993, il  était le plus jeune chef du gouvernement de l'histoire du Liechtenstein à l'âge de 28 ans.
Après son mandat de chef du gouvernement, Frick fut impliqué dans une importante polémique lors du référendum en mars 2003 qui avait pour but de modifier la Constitution pour accorder au prince plusieurs pouvoirs constitutionnels d'une réelle importance. Frick s'opposait à ce que ces changements soient effectués mais ceux-ci furent approuvés par l'électorat.